# 2,6-Dichlorchinon-4-chlorimid
2,6-Dichlorchinon-4-chlorimid oder Gibbs’ Reagenz, ist ein N-halogeniertes Chinonimin-Derivat, das in der analytischen Chemie als Nachweisreagenz für Phenole dient. Sein Reaktionsprodukt mit Phenol, das Tillmans-Reagenz, findet als Redoxindikator Anwendung. Seine Verwendung als Nachweisreagenz hat 1927 erstmals Harry Drake Gibbs beschrieben.

## Darstellung und Gewinnung
Eine Synthese von 2,6-Dichlorchinon-4-chlorimid geht vom 4-Nitrophenol aus, welches im ersten Schritt mittels Chlorierung in das 2,6-Dichlor-4-nitrophenol überführt wird. Eine Reduktion mit Zinn ergibt dann das 2,6-Dichlor-4-aminophenol. Dieses wird im letzten Schritt mit Kaliumhypochlorit zur Zielverbindung oxidiert.

## Eigenschaften
2,6-Dichlorchinon-4-chlorimid bildet gelbe Nadeln, die bei 67–68 °C schmelzen. Oberhalb von 170 °C wird eine thermische Zersetzung beobachtet. Die Verbindung löst sich nur sehr schwer in Wasser. Die Löslichkeit ist in Alkoholen etwas besser bzw. sehr gut in Aceton und Ethern.
| Löslichkeiten bei 20 °C[5] |        |              |            |            |           |        |
| Lösungsmittel              | Wasser | Methanol     | Ethanol    | n-Propanol | n-Butanol | Aceton |
| Löslichkeit in g/100 ml    | 0,003  | 10           | 5          | 2,5        | 2,5       | 100    |
| Lösungsmittel              | Dioxan | Diethylether | Chloroform | Benzol     | n-Heptan  |        |
| Löslichkeit in g/100 ml    | 33     | 30           | 50         | 35         | 1,5       |        |
Die Verbindung ist explosionsgefährlich im Sinne des Sprengstoffgesetzes und ist dort der Stoffgruppe C zugeordnet.

## Verwendung
2,6-Dichlorchinon-4-chlorimid findet in der organischen analytischen Chemie als Nachweisreagenz für in para-Stellung unsubstituierte Phenole Anwendung. Die Reaktion des Reagenzes mit Phenolen ist gegenüber der ortho-Position in para-Position begünstigt.  Die Substanz kann auch als Sprühreagenz eingesetzt werden.